# Cadaqués
Cadaqués (kat. [kəðəˈkes]) ist ein Ort mit 2.918 Einwohnern (Stand: 2024) an der Costa Brava in Katalonien (Spanien). Das ehemalige Fischerdorf liegt zu einem großen Teil in einer zum Meer geöffneten Bucht auf der Halbinsel Cap de Creus, deren östliches Ende zugleich den östlichsten Punkt der Iberischen Halbinsel und damit des spanischen Festlands markiert. Durch die abseitige Lage in einem Gebirge am Rande des Alt Empordà war Cadaqués immer schon von der restlichen Empordà getrennt.

## Geschichte
Der im 18. Jahrhundert florierende Weinanbau geriet Ende des 19. Jahrhunderts durch das Aufkommen der Reblaus in eine Krise. Die abgelegene Lage des Dorfes führte zunächst zu einer weitgehenden Stagnation und Verarmung. Mit dem zu Beginn des 20. Jahrhunderts aufkommenden Tourismus indes gewann Cadaqués durch die idyllische Lage an wirtschaftlicher Attraktivität.
Der alte Ortskern wird von der äußerlich schlichten gotischen Kirche Santa Maria oberhalb der Hauptstraße beherrscht, die einen der bedeutendsten barocken Altare Kataloniens aus dem 18. Jahrhundert besitzt. Einige bekannte Künstler wie Federico García Lorca, Pablo Picasso und Joan Miró besuchten Cadaqués und trugen zur Bekanntheit des Ortes bei. Salvador Dalí verbrachte Teile seiner Kindheit in Cadaqués; die Familie seines Vaters besaß dort ein Haus. Dalí ließ sich nach seiner Rückkehr aus New York an der Bucht von Portlligat am Hafen nieder. Der Ort entwickelte sich daraufhin immer mehr zu einem Anziehungspunkt für Künstler: André Breton, Gabriel García Márquez, Luis Buñuel, Marcel Duchamp, Paul Éluard, Max Ernst, Jo Micovich, Maurice Boitel, Man Ray und andere wurden von der Ausstrahlung Cadaqués angezogen.
Das einstige Perrot-Moore-Museum ist mittlerweile geschlossen, wurde aber im Jahr 2005 von der Gemeinde aufgekauft und soll wieder einer öffentlichen Nutzung zugeführt werden. In Strandnähe liegt die blauweiße Casa Serinyena im modernistischen Stil. Im Sommer wird ein Freilichtkino organisiert. Regelmäßig im August findet ein klassisches Musikfestival unter Beteiligung namhafter Künstler statt. Nach Norden ließ Dalís britischer Agent John Peter Moore ein großes Gelände einzäunen, zu dem eine Straße zum Leuchtturm an der Spitze des Cap de Creus führt. Die Straße im Süden nach Roses durchquert die Berge und ermöglicht viele Blicke auf die Bucht von Roses. Der Ort ist heute ein beliebtes Touristenziel; in den Sommermonaten übersteigt die Zahl der Besucher zeitweilig die Einwohnerzahl um mehr als das Zehnfache.

## Sehenswürdigkeiten
Die folgenden Sehenswürdigkeiten in Cadaqués  sind von kulturhistorischem und touristischen Interesse:
- Salvador Dalís Haus (mittlerweile zu einem Museum umgebaut; in Portlligat)
- Gotische Kirche Santa Maria aus dem 16. bis 19. Jahrhundert
- Barockaltar von Pau Costa und Joan Torras in der Kirche Santa Maria aus dem 18. Jahrhundert
- Kirche Sant Sebastià aus dem 18. Jahrhundert
- Einsiedelei Sant Baldiri aus dem 18. Jahrhundert

## Sonstiges
- Der Name Cadaqués ist vermutlich auf den Wacholder (katalanisch cádecs) zurückzuführen, der am Cap de Creus wächst.[6]
- Es gibt einen Nachbau der Stadt in China, in der Nähe von Xiamen. An der als Wohn- und Urlaubsresort konzipierten Anlage wird seit 2010 gebaut.[7]

## Galerie

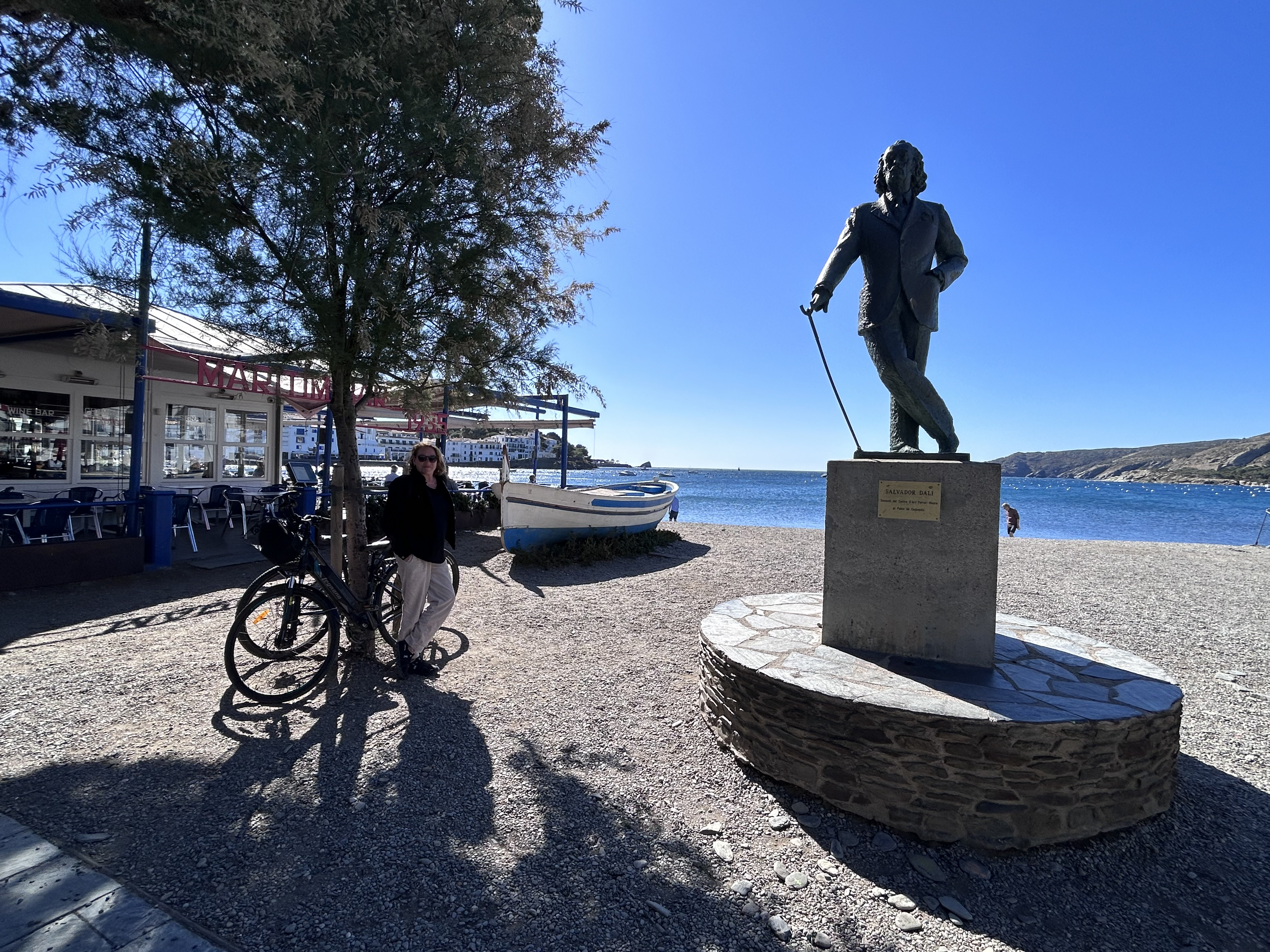
Statue Salvador Dalís
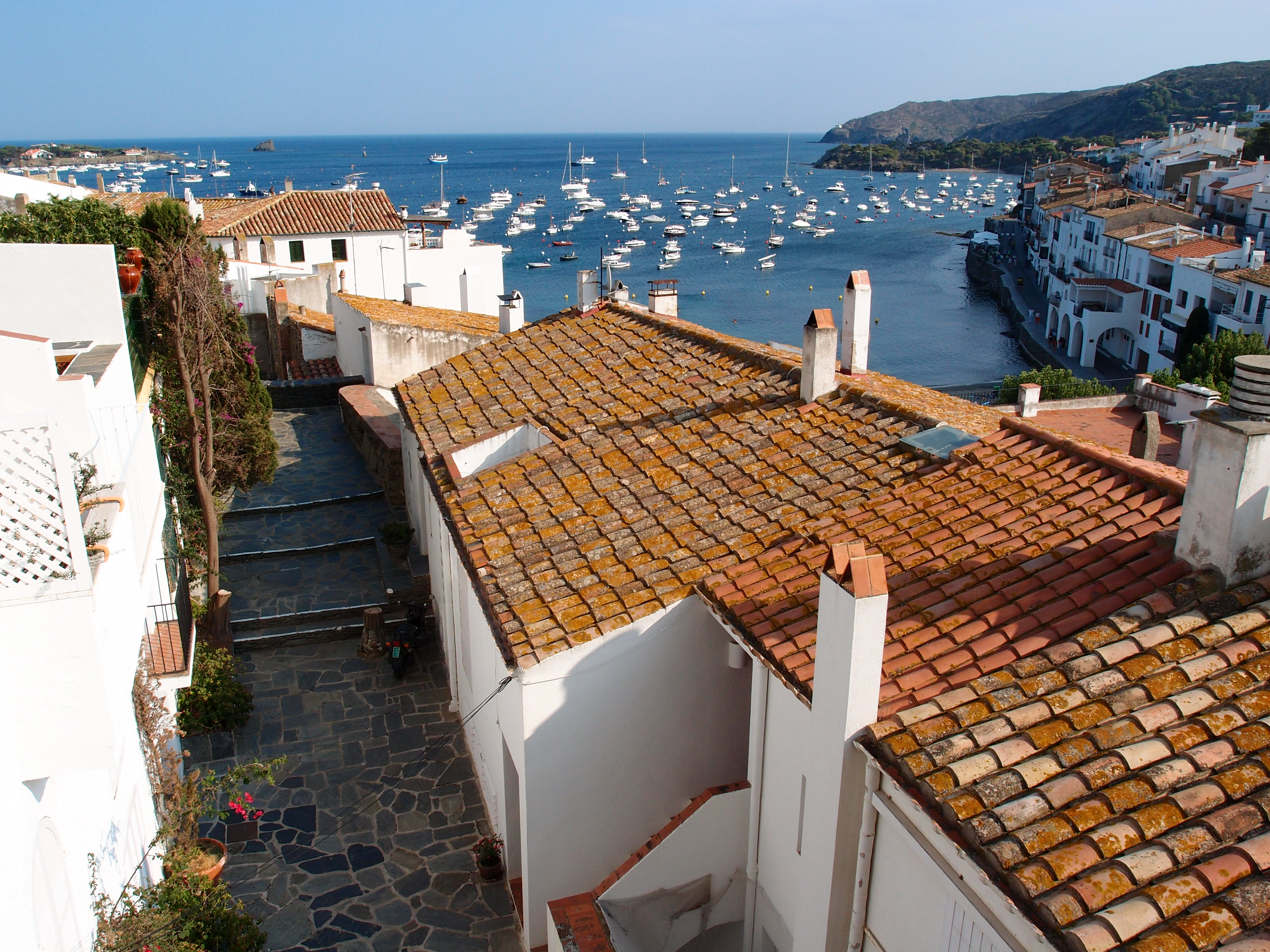
Panoramablick
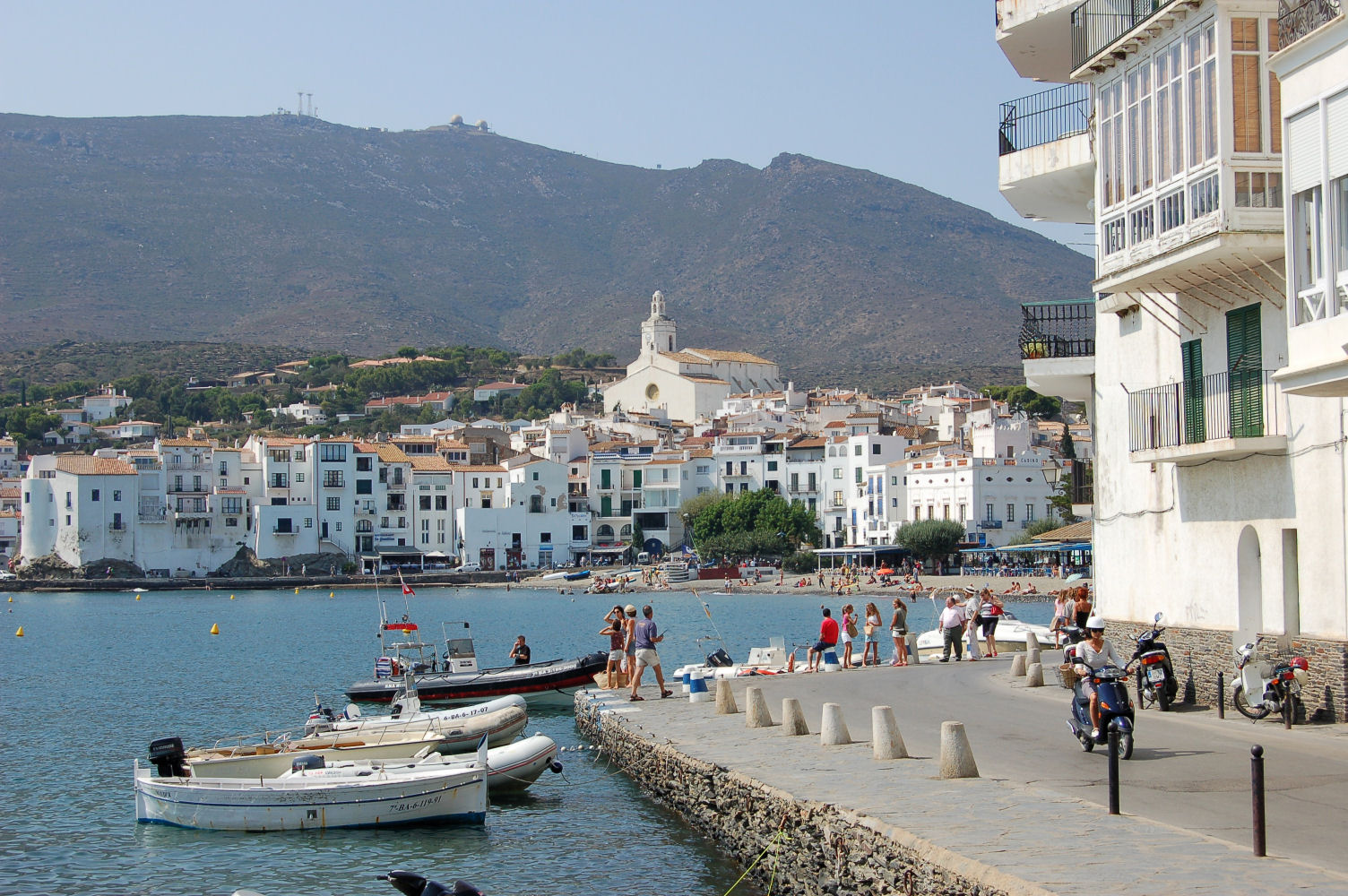
Blick auf den Ortskern
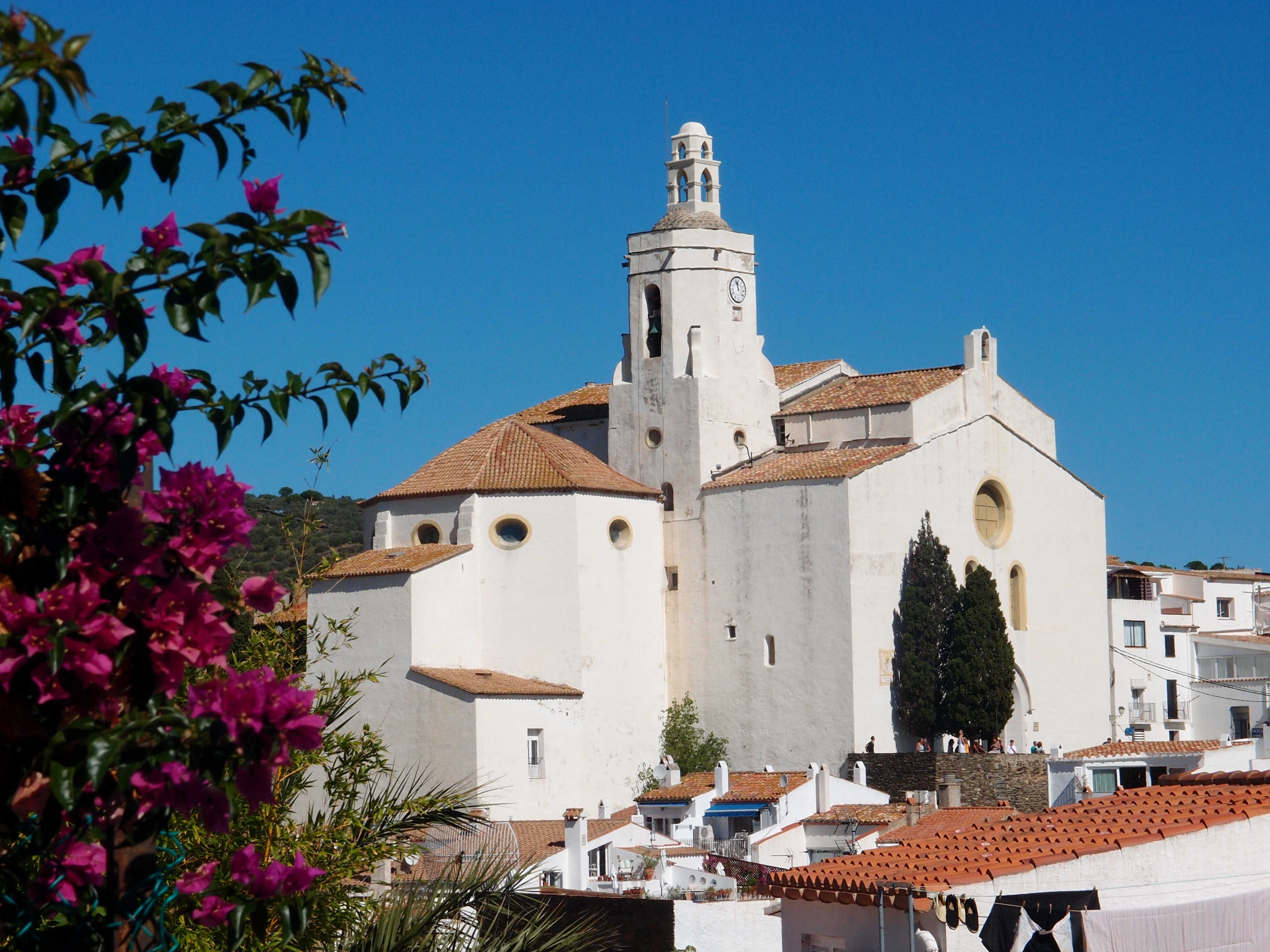
Kirche Santa Maria
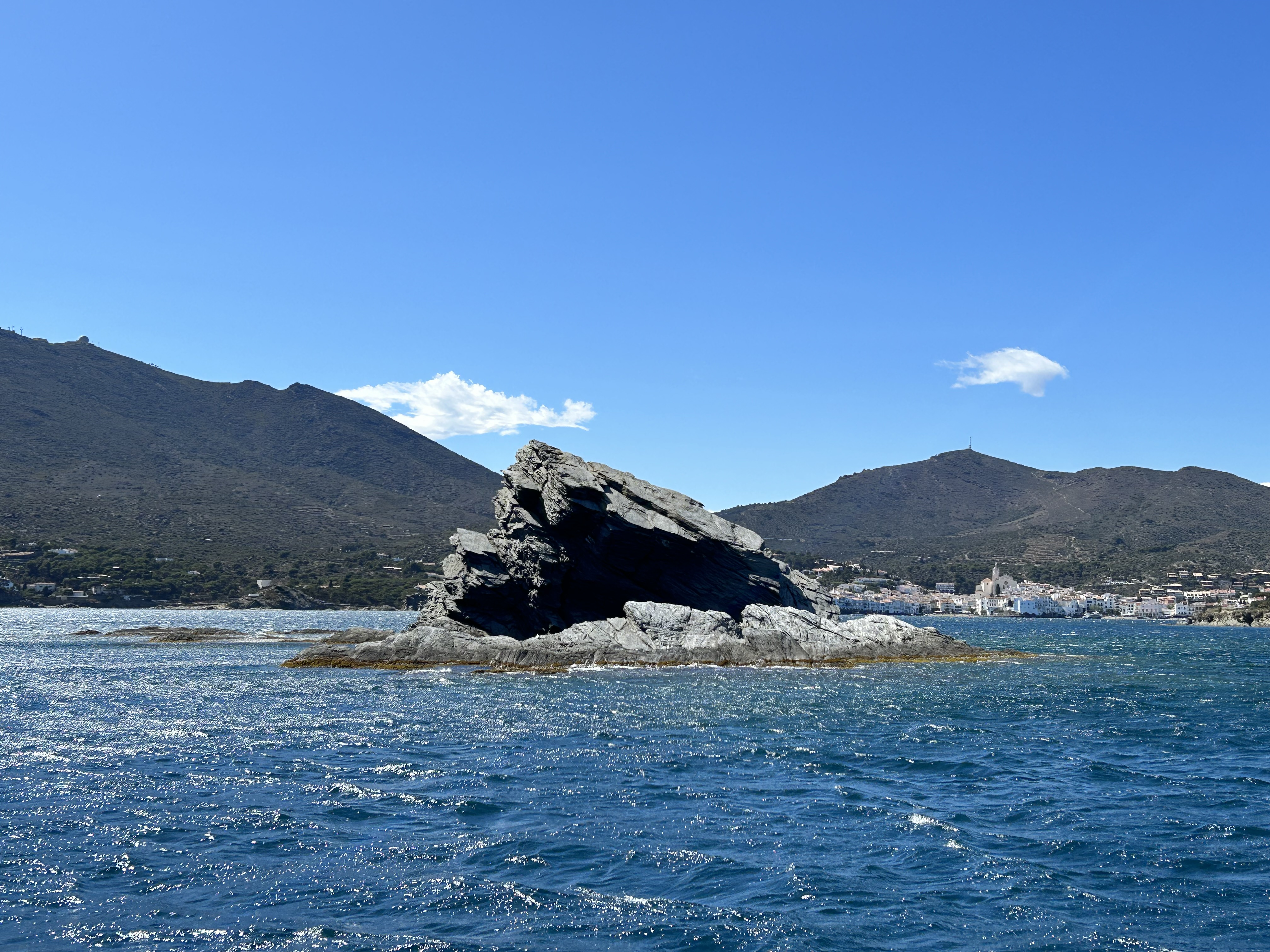
Der Fels Cucurucuc
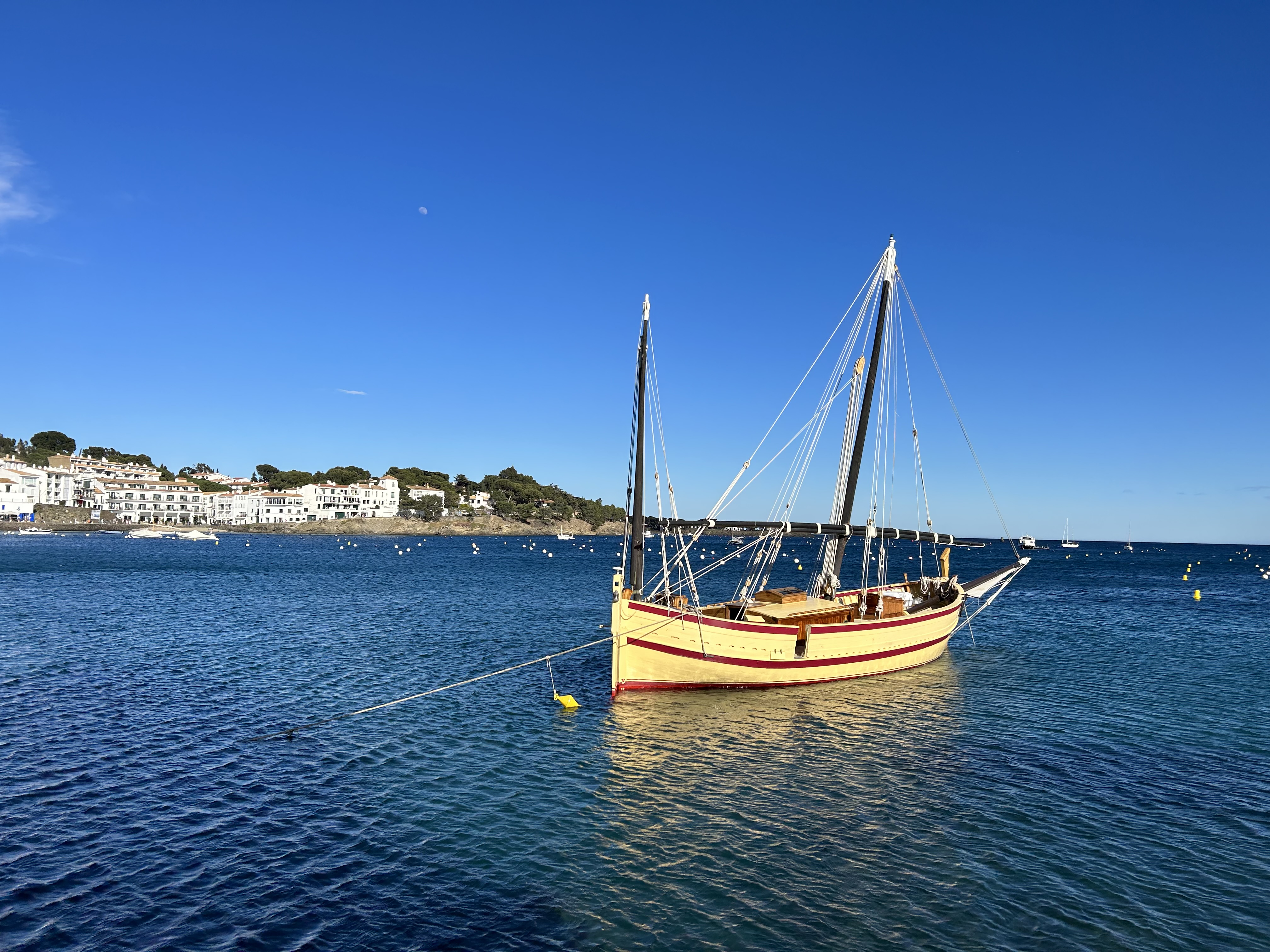
Touristenboot